# تانيا دي ماريو
تانيا دي ماريو (بالإيطالية: Tania Di Mario)‏ هي لاعبة كرة الماء إيطالية، ولدت في 4 مايو 1979 في روما في إيطاليا.

## وصلات خارجية
- تانيا دي ماريو على موقع الاتحاد الدولي للسباحة (الإنجليزية)
- تانيا دي ماريو على موقع اللجنة الأولمبية الدولية (الإنجليزية)
- تانيا دي ماريو على موقع أوليمبيديا (الإنجليزية)
- تانيا دي ماريو على موقع اللجنة الأولمبية الإيطالية (الإيطالية)